# Alarm bei der Berliner Feuerwehr
Alarm bei der Berliner Feuerwehr ist ein Dokumentarfilm von Max Skladanowsky aus dem Jahr 1896.

## Handlung
Am Feuerwehrdepot in der Berliner Linienstraße, nahe dem Oranienburger Tor öffnen sich die Tore und die Gerätewagen werden per Hand herausgezogen. Schon werden die Pferde gebracht, die von den bereitstehenden Feuerwehrleuten eingespannt werden.

## Produktion und Veröffentlichung
Eine 35-mm-Kopie befindet sich in der Deutschen Kinemathek.